# Alessio Nicolè
Alessio Nicolè (Padua, 16 de febrero de 1935 – Padua, 9 de febrero de 2013) fue un jugador de fútbol profesional italiano que jugaba en la demarcación de defensa.

## Carrera
Debutó como jugador profesional con el Padova tras estar cedido durante un año en el Stra, disputando un total de dos temporadas en la Serie A desde 1955 a 1957. 
Debutó en la Serie A el 11 de marzo de 1956 contra el Genoa en el estadio Luigi Ferraris, aunque posteriormente se vio obligado a permanecer apartado del equipo durante una temporada completa debido a la ruptura del ligamento en la articulación de la rodilla.
Posteriormente fue traspasado al Pordenone Calcio durante una temporada, siendo seguidamente traspasado en 1959 al Treviso, jugando en aquel año en la Serie C, donde jugó durante cuatro temporadas como titular ocupando el rol de capitán del equipo biancoceleste. Debutó el 20 de septiembre de 1959, en Savona contra el equipo local, siendo derrotado por 3-1.

## Muerte
Falleció en el hospital de Padua tras un tiempo enfermo el 9 de febrero de 2013 a la edad de 77 años. Era el hermano mayor de Bruno Nicolè.

## Clubes
| Club             | País   | Año         | Partidos | Goles |
| ---------------- | ------ | ----------- | -------- | ----- |
| Padova           | Italia | 1955 - 1958 | 2        | 0     |
| Pordenone Calcio | Italia | 1958 - 1959 | 31       | 0     |
| Treviso          | Italia | 1959 - 1963 | 100      | 1     |